# Polistes carolina
Polistes carolina là một trong hai loài ong bắp cày giấy đỏ được tìm thấy ở miền đông Hoa Kỳ. Khu vực phân bố chủ yếu của chúng là từ Texas đến Florida, về phía bắc đến New York và về phía tây đến Nebraska.